# Zbieg z Alcatraz
Zbieg z Alcatraz (oryg. Point Blank) – amerykański film sensacyjny z 1967 roku na podstawie powieści „The Hunter” Donalda E. Westlake’a, napisanej pod pseudonimem Richard Stark. W 1999 roku powstał remake filmu Godzina zemsty z Melem Gibsonem w roli głównej.

## Główne role
- Lee Marvin – Walker
- Angie Dickinson – Chris
- John Vernon – Mal Reese
- Carroll O’Connor – Brewster
- Lloyd Bochner – Frederick Carter
- Michael Strong – Stegman
- Sharon Acker – Lynne